# Сюгаїл
Сюгаї́л (рос. Сюгаил) — пристанційне селище в Можгинському районі Удмуртії, Росія.
Урбаноніми:
- вулиці — Вокзальна, Садова

## Населення
Населення — 66 осіб (2010; 80 в 2002).
Національний склад станом на 2002 рік:
- росіяни — 66 %
- удмурти — 27 %